# ESPN

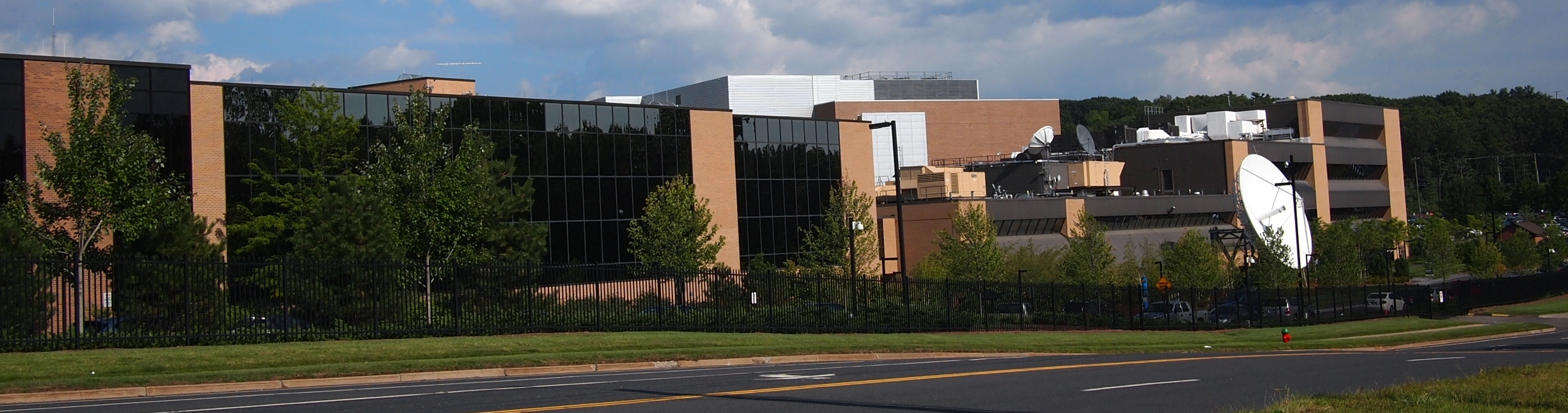
La sede della ESPN a Bristol, Connecticut

ESPN (Entertainment & Sports Programming Network) è una emittente televisiva statunitense che trasmette programmi dedicati unicamente allo sport 24 ore su 24.
Fu fondata da Scott Rasmussen e suo fratello Bill Rasmussen, che la lanciarono il 7 settembre 1979 sotto la direzione di Chet Simmons, che ne fu il primo presidente. L'attuale presidente è George Bodenheimer, già presidente della ABC Sports, ora diventata ESPN on ABC.
Il programma di punta della ESPN è il notiziario SportsCenter, che l'11 febbraio 2007 ha raggiunto il traguardo delle 30.000 edizioni trasmesse. Gli studi principali della ESPN sono collocati a Bristol, nel Connecticut; altri studi sono a Los Angeles, New York e San Francisco. Il canale negli Stati Uniti è visto da oltre 100 milioni di persone e dal 2003 la ESPN ha dato il via al canale ESPN International, che copre circa 150 paesi. Nel 2004 è stato fondato il canale ESPN Deportes, emittente televisiva statunitense in lingua spagnola.

## L'arrivo dello sport professionistico
Nei primi anni ottanta ESPN è una delle prime emittenti a trasmettere via cavo alcuni incontri della National Basketball Association. Nel 1983 la United States Football League (USFL) inizia a trasmettere le sue partite in televisione sulla ESPN e sulla ABC.
Nella stagione 1987 la ESPN ottiene i diritti per trasmettere in diretta esclusiva gli incontri domenicali della National Football League. L'ESPN Sunday Night Football ha rappresentato per la ESPN il programma di punta per 19 anni. Dalla stagione 2006-2007 l'ESPN trasmette invece il Monday Night Football, precedentemente trasmesso dall'associata ABC. Il 21 giugno 2006, ESPN e ABC ottennero i diritti per i successivi 10 anni per la messa in onda dei 110 incontri a cadenza annuale della Big Ten Conference fino al 2017. Il 4 agosto, invece, ottenne i diritti di trasmissione delle 29 partite annuali della Major League Soccer fino al 2014. Per completare la propria offerta sportiva, nel 2007, la società comprò il più famoso sito internet a tema cricket, Cricinfo.com, dalla Wisden Group, rinominato ESPNCricinfo.com, e il sito di rugby Scrum.com.

### L'espansione
Nel 1993 viene fondata la ESPN2 con il programma SportsNite condotto da Keith Olbermann e Suzy Kolber. Tre anni dopo nasce con Mike Tirico ESPNNews, un canale completamente dedicato alle notizie in diretta. Nel 1997 la ESPN compra la Classic Sports Network e la rinomina in ESPN Classic. L'ultimo canale ESPN negli Stati Uniti, ESPNU, ha cominciato la sua attività nel marzo del 2005.
ESPN International comincia la sua attività nei primi anni '90 in Asia, Africa e America Latina. Il 13 marzo 2006, ESPN annunciò il suo primo canale nel Regno Unito, nominato ESPN Classic, derivazione del canale americano ESPN Classic Sport. 2006 la ESPN acquista la NASN per 80 milioni di dollari, rinominata ESPN America all'inizio del 2009.
Il 14 gennaio 2008 Disney e ESPN confermarono di aver investito nella sussidiaria cinese della NBA, nota come NBA China, avendone acquistato l'11% delle azioni.
Il contratto più costoso sottoscritto dalla ESPN ammonta a 8,8 miliardi di dollari complessivi per 8 anni di partite della NFL.

## SportsCenter
SportsCenter è un telegiornale sportivo trasmesso quotidianamente dalla rete via cavo ESPN.
Fin Da quando ESPN fu lanciato, il 7 settembre 1979, mandava in onda Sportscenter una volta al giorno invece ora va in onda 12 volte al giorno con highlights e aggiornamenti dai maggiori eventi sportivi che succedono nel mondo. A causa della sua durabilità e popolarità, SportCenter ha registrato più di 30.000 edizioni, infatti la sua 30.000 puntata è stata celebrata l'11 febbraio 2007. Lo show è anche trasmesso in HD dagli studi televisivi della ESPN a Bristol, Connecticut.
Per quanto riguarda gli orari SportsCenter normalmente vieni trasmesso in diretta nei giorni feriali dalle 9am ET/PT alle 3.00pm ET/PT, con un'edizione serale delle 6pm ET/PT tipicamente di 90 minuti e con le edizioni notturne delle 11.00pm ET/PT e della 1.00am ET/PT.
Nei Sabati, invece, i telespettatori vedono una puntata dalle 10.00am ET/PT alle 12.00pm ET/PT e con le edizioni serali come già citato sopra. Durante la domenica viene messo in onda un Tg alle di mezz-ora alle 9.00am ET/PT e un alle 11.00pm ET/PT.
In caso di eventi in diretta lo show viene spostato da ESPN su un altro canale in differita.
Ci sono stati numerosi Spin-off durante i suoi anni, tra i più famosi sono:
- BassCenter (2003–2006)
- ScoreCenter on ESPN MobileTV (2007-present)
- SportsCenterU (2006–present)
- X Center (2005–present)
- FavreCenter (2008) (in onore del giocatore di football americano Brett Favre)

## L'Arrivo dell'HD
ESPNHD, lanciato il 30 novembre 2006, è una Tv in HD che trasmette gli stessi programmi, in contemporanea, di ESPN. Entrambi sono di proprietà della Walt Disney Company che trasmette 24 ore al giorni, 7 giorni alla settimana. ESPNHD insieme al suo network gemello ABCHD usa il 720p come linea standard per l'HD perché durante gli slow-motion sportivi si ha una maggiore resa appunto nei replay di questi.
Tutti gli studi di Bristol mostrano tutti gli show e i più degli eventi in diretta in HD. Espn è anche una dei pochi network con tutte infrastrutture digitali. I maggiori show della ESPN trasmessi anche in HD sono: Jim Rome Is Burning a (Los Angeles); Pardon the Interruption and Around the Horn a (Washington, D.C.). ESPN, infatti mantiene una politica che ogni video che venga originato in HD debba rimanere in HD quando viene trasmesso su ESPNHD, al contrario degli altri network sportivi.

## Monday Night Football
Il Monday Night Football (MNF) è un evento in diretta della NFL. Originariamente trasmesso su ABC dal 1970 al 2005, MNF è stato il secondo più lungo programma trasmesso in prima serata da una televisione americana (dopo CBS' 60 Minutes) e uno dei più visti e più votati. ABC ha trasmesso più di 555 Monday Night games.
Monday Night Football passò, nel 2006, su ESPN, terminando un contratto con ABC di 36 anni.
Monday Night Football può essere visto anche, in Canada, su The Sports Network (TSN) e RIS, nella maggior parte dell'Europa su NASN, su Five Sky Sports nel Regno Unito e in alcune regioni al di fuori degli Stati Uniti su ESPN International.
MNF va in onda alle 8.30pm ET.
È previsto un doubleheader solo ed esclusivamente per la Week 1. La prima partita va in onda alle 7.10pm ET e la seconda (a seguire) alle 10.20pm ET.

## NBA on ESPN
NBA on ESPN si riferisce alla presentazione delle partite della National Basketball Association (NBA) sulle reti via cavo ESPN. ESPN ha trasmesso la NBA, per la prima volta, dal 1983 al 1984, e, dopo una pausa di 20 anni, ha ricominciato dal 2003. ESPN2 cominciò a trasmettere la NBA con una limitata programmazione dal 2002. ESPN on ABC, invece, cominciò a trasmetterla dal 2006.

### Programmazione
ESPN trasmette le partite NBA nei mercoledì, nei venerdì e la domenica. Molte partite NBA vanno in onda su ESPN alle 8:00 p.m ET e alle 7:30 p.m PT a causa del "Coast to Coast" doubleheader. Le partite del mercoledì vanno in onda alle 9:00 p.m ET (di solito seguite da una partita dell'ACC college basketball).
Il bottomline del punteggio della ESPN (usato dal 2006) durante le partite mostra le seguenti informazioni: se per esempio la partita è giocata di mercoledì il bottomline dirà: NBA Wednesday, se invece di venerdì: NBA Friday e di domenica: NBA Sunday.
Mentre le partite in giorni speciali come un martedì o un sabato vengono definite come NBA Special Edition. .
Come parte di un grande contratto stipulato dalla NBA con le tv via-cavo, ESPN trasmette una Finale di Conference all'anno (L'Eastern Conference Final nel 2003, 2004 e 2006 e la Western Conference Final nel 2005 e 2007). Molte Conference Finals sono trasmesse da ESPN stessa, con, di solito, gara 4 e 7 messe in onda su ABC. Fuori dalle Conference Finals ESPN può solo trasmettere le partite giocate al venerdì, sabato e domenica.

## Programmi significativi ESPN
The NFL on ESPN
- 2006 - 2013 (Monday Night Football)

FIFA
- FIFA World Cup: 1994, 1998, 2002, 2006, 2010, 2014
- FIFA U-17 World Cup: 2007
- FIFA U-20 World Cup: 2007

UEFA
- UEFA Champions League: 1994-2009
- UEFA European Football Championship: 2008

ESPN Major League Baseball
- 1990 - 2013

ESPN Major League Soccer
- 1996 - 2014

Major Indoor Soccer League
- 1985 - 1987

The NBA on ESPN
- 1982 - 1984
- 2002 - 2016

The Arena Football League on ESPN
- 1989 - 2002
- 2007 - 2011

Little League World Series
- 1997[9]-2014

WNBA on ESPN (Originally the WNBA on ESPN2)
- 1997-2016

PGA Tour on ESPN
- 1980(?) - 2006 (Contracts with individual tournaments)

PBA Tour presented by Denny's on ESPN
- 2000-present

LPGA Tour on ESPN
- 1979-2009

NASCAR on ESPN
- 1981 - 2000 (Contracts with individual races)
- 2007 - 2014 (Contract with NASCAR)

The IRL on ESPN
- 1996 - 2009

The NHRA on ESPN
- 1980(?) - 2000 (Contracts with individual races)
- 2001-2013 (Contract with NHRA)

Champ Car World Series on ESPN
- 1992-2001
- 2007-2011

ESPN National Hockey Night
- 1985 - 1988 (National television deal, agreements with individual clubs as early as 1979)
- 1992-2004

ESPN College Football
- Bowl Games: 1982— (Contracts with individual bowl games)
- ACC: 1998-2010
- Big 10: 1979-(?)
- Select Big 12 home games: 2007-(?)
- Big East: 1991-2013
- C-USA: -2010
- MAC: 2003-2007
- Select Pac 10 Home games: 2007-?
- SEC: (?)-2009
- Sun Belt: (?)-2007
- WAC: (?)-2009
- NCAA Division I FCS (formerly Division I-AA), Division II, and Division III playoffs (selected games) and championship games.

ESPN College Basketball
- NCAA Tournament: 1980 - 1990 (Contract with NCAA)
- ACC:
- Big 10: 1979-2017, ESPN-Plus
- Big 12: 2008-2016, ESPN-Plus
- Big East: 1979-2013, ESPN-Plus

ESPN Global Rallycross
- 2011-2013 (ESPN/ABC)

Nathan's Hot Dog Eating Contest: 2003-2007